# Танцующая леди
«Танцующая леди» (англ.  Dancing Lady ) — музыкальная комедия 1933 года со звездами кино Джоан Кроуфорд и Кларком Гейблом в главных ролях. Первый фильм с участием Фреда Астера. Композитор: Луис Сильверс; кроме того, Бертон Лэйн написал для фильма всего одну, но ставшую очень популярной песню «Everything I Have Is Yours».

## Сюжет
В разгар экономического кризиса профессиональной балерине и танцовщице Джени Барлоу, чтобы выжить, пришлось выйти на подмостки стриптиз-варьете. Молодой и очень богатый Тод Ньютон, которому понравилась Джени, заплатил за неё штраф в «ночном суде» после того, как полиция арестовала участниц представления.
Решив завоевать расположение девушки, Тод стремится устроить её карьеру.
Бродвейский продюсер и антрепренёр Патч Галлахер ставит очередное грандиозное шоу, но испытывает материальные трудности и к тому же давно ищет солистку. Тод, несмотря на сопротивление Патча, добивается прослушивания для Джени у режиссёра шоу. Высоко профессиональный степ производит впечатление на всех, и девушка принята в труппу. С каждой репетицией Джени всё лучше оттачивает грани своего таланта и всё больше нравится генеральному продюсеру Патчу.

## В ролях
- Джоан Кроуфорд — Джени Барлоу
- Кларк Гейбл — Патч Галлахер
- Фред Астер — Фред Астер
- Франшо Тоун — Тод Ньютон
- Мэй Робсон — Долли Тодхантер
- Уинни Лайтнер — Розетта ЛаРу
- Роберт Бенчли — Уорд Кинг
- Тед Хили — Стив
- Артур Джарретт — Артур Джарретт
- Грант Митчел — Джаспер Брэдли-старший
- Майнард Холмс — Джаспер Брэдли-младший
- Стерлинг Холлоуэй — Пинки, автор шоу
- Мюриэль Эванс — девушка в хоре (в титрах не указана)